# Zwaantje Bosman
Zwaantje Bosman (Wageningen, 7 mei 1886 - onbekend) was een boerin en Nederlandse verzetsstrijdster tijdens de Tweede Wereldoorlog. Ze woonde in boerderij De Wolfswaard, waar tijdens de oorlog het hoofdkwartier van de Wageningse afdeling van de Ordedienst gevestigd was.

## Levensloop
Bosman werd in 1886 geboren in Wageningen, een stad gelegen in de Nederlandse provincie Gelderland. Ze was de dochter van Willem Bosman (1844-1921) en Neeltje van IJzendoorn (1840-1921). Haar vader was kastelein van café Marktzicht in Wageningen.
Bosman trouwde op 6 maart 1908 in Wageningen met Jan van Roekel (1883-1937). Ze trokken in bij de ouders van Van Roekel, die in De Wolfswaard in Wageningen woonden. De Wolfswaard was een boerderij en veerhuis en bevond zich aan het einde van de Pabstendam vlabij rivier de Rijn. Het jonge echtpaar woonde op de bovenverdieping totdat de ouders van Van Roekel overleden en zij in 1918 naar de benedenverdieping verhuisden. Zij pachtten De Wolfswaard van Baron Snoekaard Van Schouwburg. Bosman's echtgenoot werkte er als veerbaas van het Lexkesveer en zette een grint- en zandhandel op. Bosman was degene, die met hulp van een dienstmeid en een knecht de koeien, varkens en kippen van de boerderij verzorgde en het veevoer produceerde.
Het echtpaar kreeg twee zonen en één dochter. De jongste zoon werd later bekend als de verzetsstrijder Jan van Roekel (1920-1987). Bosman scheidde van haar echtgenoot op 21 september 1922. Na de scheiding bleven Bosman en haar zoon Jan op De Wolfswaard wonen en zetten zij de landbouwactiviteiten voort.

### Oorlog en Verzet
In 1940 woonde de 54-jarige Bosman met haar zoon en een knecht genaamd Job van Egdom nog steeds in De Wolfswaard. Op de bovenverdieping van het voorhuis woonden sinds 1930 de tweelingzussen Eltien (1909-1945) en Neeltje (1909-1990) Krijthe. Tijdens de Tweede Wereldoorlog werd de afgelegen woning een belangrijke plek voor het verzet.

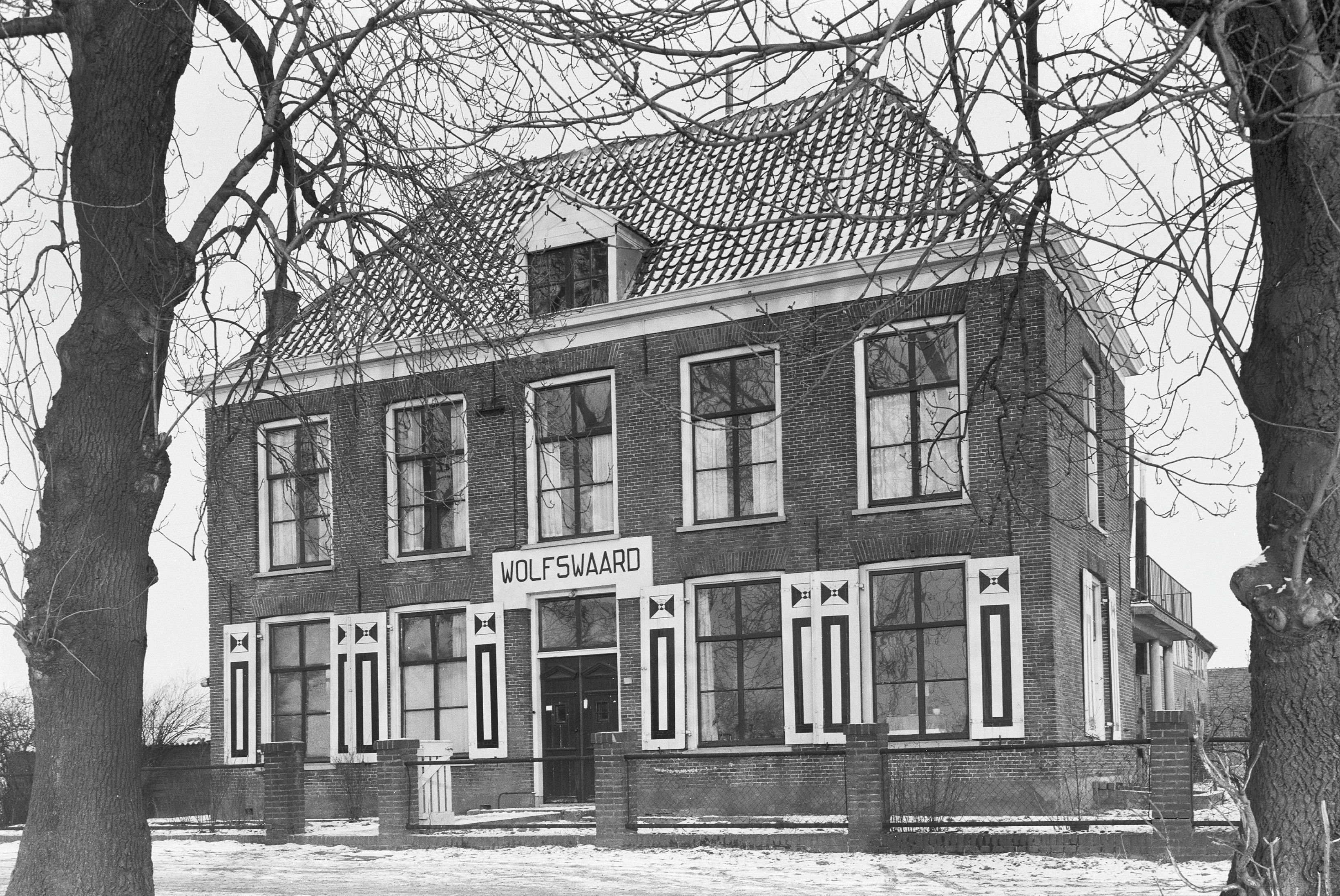
De Wolfswaard

Eind 1940 werd in Wageningen een afdeling van de Ordedienst (OD),  een geheime en illegale anti-Duitse organisatie, opgericht waarvan Bosman's zoon actief lid was. De boerderij fungeerde als hoofdkwartier van de OD. Kleine groepen van de OD oefenden in en rond De Wolfswaard met de schaarse wapens waar ze over beschikten.
Tijdens de oorlog boden de bewoners van het voormalige veerhuis onderdak aan Joden, leden van het verzet en geallieerde piloten. Vanaf november 1942 zaten de Joodse broer en zus Theodoor en Marie Stoppelman bij de dames Krijthe op de bovenverdieping ondergedoken. Wanneer er gevaar dreigde, bonkte Bosman met een bezemsteel tegen het plafond van de benedenverdieping, waarop de onderduikers via het balkon de woning ontvluchtten en zich in een naburig wilgenbosje verstopten. Dit ging ondanks een aantal invallen van de Sicherheitsdienst (SD) anderhalf jaar goed.
Verzetsmensen, die zich regelmatig in De Wolfswaard ophielden waren Gerrit van Ingen, Jo van Dodewaard, Kees Mulder en Henk Sijnja, Bosman, die bekend stond onder de verzetsnaam Tante Zwaan, was een zorgzame gastvrouw. Niets was haar te veel om 'haar jongens' te helpen en onderdak te geven.
In de winter van 1942-1943 bouwden Van Ingen en Van Dodewaard een illegale radiozender waarmee Van Roekel en Sijnja in april en mei 1943 stakingsoproepen vanaf de boerderij uitzonden.
In de nacht van 2 op 3 januari 1943 stalen leden van het OD de persoonskaarten van het Wageningse bevolkingsregister om te voorkomen dat Wageningse mannen naar Duitsland gestuurd werden om te werken. Jute zakken met daarin de kaarten werden verstopt in het kippenhok van de boerderij totdat men besloot ze in het moeras te gooien.
Op 20 mei 1944 werd De Wolfswaard, mogelijk na verraad door de buren, om 5 uur in de ochtend onverwacht binnen gevallen door de Sicherheitsdienst (SD). De Duitse militairen waren op zoek naar de illegale radiozender. De verzetsmannen Van Roekel en Sijnja, die zich beneden bevonden, ontsnapten door in het nabijgelegen moeras te springen. Maar de gebruikelijke vluchtroute van de broer en zus Stoppelman was geblokkeerd. Zij werden samen met de dames Krijthe gevangen genomen en afgevoerd naar verschillende concentratiekampen. Bosman bleef achter in De Wolfswaard.
In september 1944 voerden de geallieerden massale luchtlandingen uit in het gebied rond Arnhem, niet ver van Wageningen. 68 gelande Britse militairen werden in De Wolfwaard ondergebracht en vervolgens met een roeiboot door Mulder naar bevrijd gebied aan de overkant van de rivier gebracht.
Op 1 oktober 1944 kwam het bevel dat Wageningen moest evacueren vanwege de gevechten tijdens en na Operatie Market-Garden. Ook De Wolfswaard werd verlaten. Bosman vond tijdelijk onderdak bij familie elders in Nederland.

### Na de oorlog

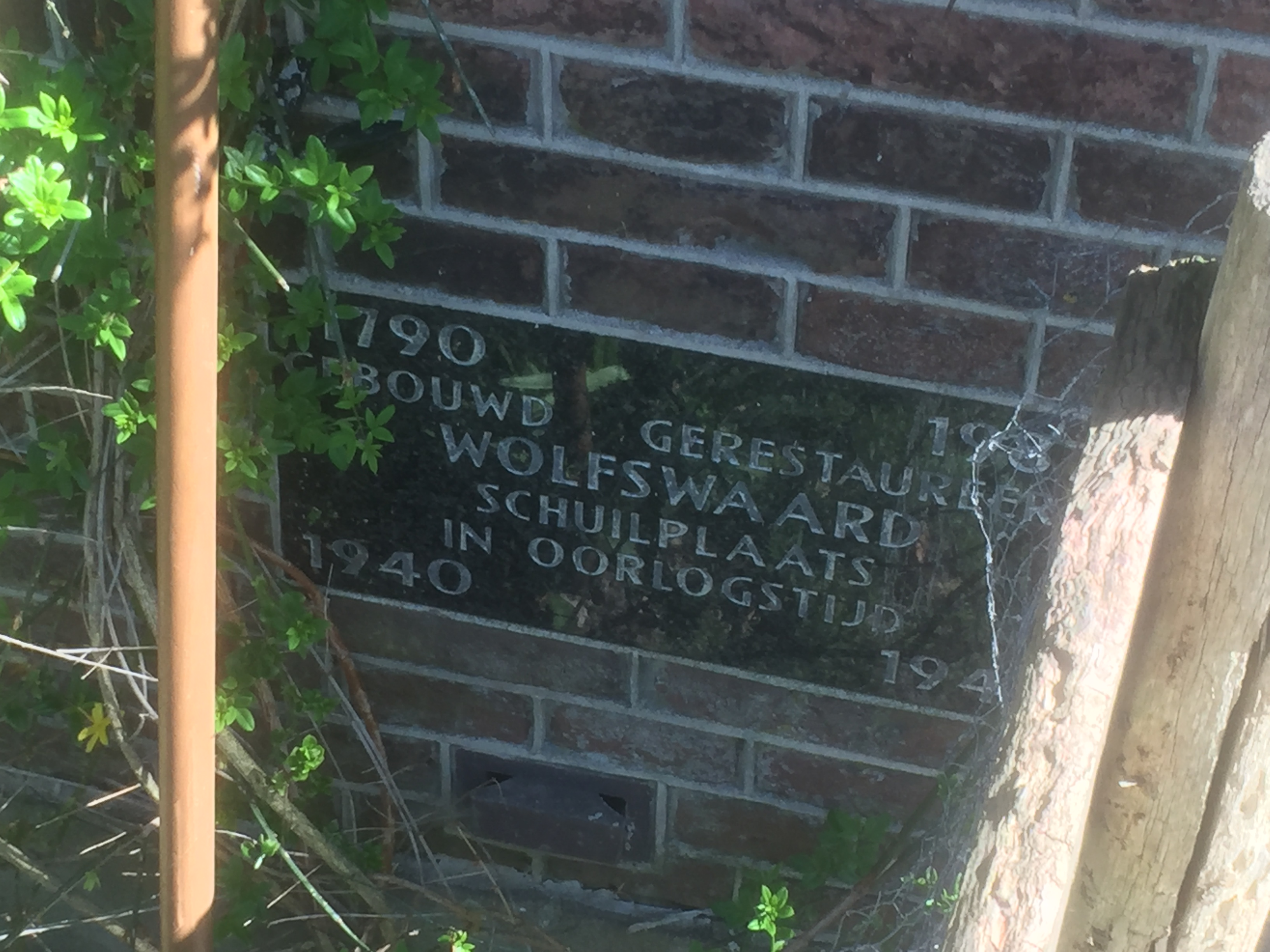
Gedenksteen De Wolfswaard

Toen de bewoners van Wageningen acht maanden later terugkeerden naar hun woningen, trok Bosman weer in De Wolfswaard. De koeien, die tijdens de evacuatie bij diverse boeren in Veenendaal waren ondergebracht, kwamen ook terug. Zij pakte haar werk als boerin met de hulp van Van Egdom weer op. Na 1946 keerde ook haar zoon Jan terug op de boerderij.
Vele jaren na haar overlijden herinnert één van de dochters van Van Egdom een door Bosman veel gebruikte uitdrukking, die zij gebruikte wanneer dingen tegen zaten: "mijn naam is Zwaan en ik houd mijn hoofd boven water". Deze uitspraak typeerde de levenshouding van Bosman.
Waar en wanneer Bosman overleed is niet bekend.
In september 1987 werd naast de voordeur op de voorgevel van De Wolfswaard een zwarte gedenksteen geplaatst met daarop de tekst "Schuilplaats in de oorlog". Het initiatief voor deze steen werd genomen door de zoon van Bosman, die op dat moment in Wellington, Nieuw-Zeeland woonde.